# برويز برومند
برويز برومند (مواليد 11 سبتمبر 1972) هو لاعب كرة قدم. يلعب مع منتخب إيران لكرة القدم. سبق له أن لعب في كأس العالم لكرة القدم مع منتخب بلاده.

## روابط خارجية
- برويز برومند على موقع قاعدة بيانات كرة القدم.إي يو (الإنجليزية)
- برويز برومند على موقع ناشيونال فوتبول تيمز (الإنجليزية)